# Mario Uggeri
Mario Uggeri (Codogno, 17 febbraio 1924 – Milano, 8 marzo 2004) è stato un fumettista, pittore e illustratore italiano.

## Biografia
Il suo esordio nel mondo del fumetto avviene nel 1945, quando realizza il personaggio Ravengart per l'Editrice Toro dei fratelli Tonelli, con la quale collaborerà fino al 1947 realizzando altri due personaggi: Rage l'invisibile e Bill Terremoto. Nel 1948 passa a collaborare con le Edizioni Audace realizzando tra l'altro Ipnos, Red Carson e Yuma Kid (tutte per i testi di Giovanni Luigi Bonelli). Durante questo periodo realizza anche due storie di Tex. Parallelamente Uggeri collabora anche con la Casa Editrice Universo realizzando il personaggio Rocky Rider.
Nel 1957 entra nello studio di Roy D'Amy attraverso cui inizia la sua lunga collaborazione con il Corriere dei Piccoli, che durerà fino agli inizi degli anni ottanta, e per il quale disegnerà moltissime storie e illustrazioni, spesso in coppia con Mino Milani che si occupava della sceneggiatura. Particolarmente celebre il paginone realizzato nel 1962, per celebrare il centenario della Giornata dell'Aspromonte. Nel 1960 collabora alle illustrazioni del giornale "La Domenica del Corriere". A partire dal 1972 collabora intensamente anche con il nascente Corriere dei Ragazzi.
Nel 1984 Mario Uggeri cessa la sua attività di disegnatore di fumetti per dedicarsi alla pittura. Continua a realizzare però alcuni lavori in qualità di illustratore come, ad esempio, due calendari per la Guardia di Finanza nel 1990 e nel 1991.
Nel 1995 vince il premio Premio Treviso Comics.
Nel 1998 vince il premio Mostra di Reggio.
Nel 2001 a Merate, città nella quale da anni risiede, gli viene dedicata la mostra: Mario Uggeri: cinquant'anni di cronaca illustrata.
Nel 2002 a Codogno, la sua città natale, gli viene dedicata la mostra Le stanze di Mario Uggeri dalla quale viene tratto un omonimo catalogo.
Muore a Milano l'8 marzo del 2004.
Dal 25 aprile al 16 maggio di quello stesso anno gli viene dedicata a Milano la mostra “Spazi e colori della fantasia” (dove vengono esposte anche le opere del suo amico Nadir Quinto).

## Stile
Le illustrazioni erano di vario genere, ambientate nelle più varie epoche e situazioni.
Erano a colori, bicrome o tricrome, di una forte impressione pittorica, alla ricerca continua di equilibrio tra personaggi ed ambiente.
Il taglio compositivo e il continuo cambiamento dei punti di vista generava nel lettore un coinvolgimento nuovo; vedendo le scene di volta in volta dal basso, dall'alto, di sbieco, dietro qualche ostacolo, era quasi come osservare attraverso l'occhio di una nervosa steady-cam mossa tra i piedi degli attori.
Agli spettatori pareva di trovarsi sul set del film stesso, risucchiati dal diaframma della pagina.
La sua capacità di trasporto era rafforzata dall'uso di soluzioni d'avanguardia per quei tempi: inquadrature in cui i personaggi erano decentrati, nella parte superiore o in un angolo dell'immagine, lasciando larghi spazi "vuoti".
Molte volte l'illustratore non riesce a trattenere i suoi personaggi all'interno del campo visivo, come preso dalla troppa fretta di riprendere la scena.
Le sue immagini possono quindi definirsi come una sorta di "istantanee" che mantengono sempre una forte narratività.